# Vampyravus orientalis
Vampyravus orientalis Schlosser, 1910 è un pipistrello estinto appartenente alla famiglia Philisidae, vissuto nell'Oligocene inferiore (circa 32 milioni di anni fa). I suoi resti fossili sono stati ritrovati in Egitto.

## Classificazione
Questo animale è noto solo per la parte distale di un omero, rinvenuta nella formazione Jebel Qatrani nella zona di El Fayum in Egitto e descritta per la prima volta da Schlosser nel 1910. L'osso, di grosse dimensioni e dalla struttura robusta, mostra una morfologia insolita che permettono di distinguere questo animale da tutti gli altri pipistrelli noti nella stessa zona. Schlosser lo avvicinò al gruppo dei Phyllostomatoidea (o Noctilionoidea), e quindi propose un'origine africana di questo gruppo. Successivi studi (Sigé, 1985) indicarono che Vampyravus era troppo poco conosciuto per permettere una classificazione precisa. Tuttavia, ulteriori analisi (Gunnell, 2009) hanno determinato che Vampyravus era distinto da tutti gli altri pipistrelli del Fayum e che potrebbe essere stato un rappresentante primitivo degli Emballonuridae o dei Rhinopomatidae. È da ricordare che lo stesso Gunnell, almeno inizialmente, ritenne Vampyravus un sinonimo del grande Philisis, un altro pipistrello vissuto nell'Oligocene egiziano.